# Compagnie française des chemins de fer de l'Indochine et du Yunnan
La Compagnie française des chemins de fer de l'Indochine et du Yunnan (CIY) est une entreprise française fondée le 10 août 1901 comme concessionnaire exploitant des chemins de fer de l'Indochine et du Yunnan.

## Historique
La compagnie fut créée par un consortium constitué en 1898 par le Comptoir national d’escompte de Paris, la Société générale, le Crédit lyonnais, le Crédit industriel et commercial, la Banque de Paris et des Pays-Bas, la Banque de l’Indochine, la Régie générale des chemins de fer et la Société de construction des Batignolles.
La compagnie fut constituée avec un capital de douze millions de francs français. Son premier conseil d'administration était composé du baron Jean Hély d'Oissel (président), d'Alexis Rostand (vice-président), de Stanislas Simon (administrateur délégué), d'Édouard Goüin, d'Henri Wiener.
La construction de la ligne est réalisée par la Société de construction des Chemins de fer Indochinois. Elle est retardée par les troubles précédant la révolution chinoise de 1911 et fut achevée en 1910.
Elle atteint son apogée dans les années 1930 avec 859 km de lignes dont 475 km en Chine avant de sombrer à la suite de la Seconde Guerre mondiale et de la guerre d'Indochine.

## Les lignes
- Transindochinois